# Зарубинский проезд
Зарубинский прое́зд — проезд в городе Сестрорецке Курортного района Санкт-Петербурга. Проходит от Дубковского шоссе до Полевой улицы.
Название появилось в 1910-х годах. Происходит от наименования располагавшейся рядом Зарубинской улицы (ныне это Зарубинский переулок).